# 劉放 (三國)
劉放（2世紀—250年），字子棄，涿郡方城县（今河北省廊坊市固安县）人，是西汉廣陽頃王劉建之子西乡顷侯劉容的后代，三國時代魏國大臣。

## 生平
劉放早年擔任過郡綱紀，被薦舉為孝廉。天下大亂時漁陽人王松佔據涿郡，劉放前往依附。官渡之戰後曹操攻佔冀州，劉放勸王松投靠曹操，於是王松在收到曹操的招降書信後，率領雍奴、泉州、安次三縣歸順。
劉放回應曹操的書信文辭華麗，曹操看了很高興，又聽說是他說服王松降服，於是徵召劉放，並任命劉放為司空參事，擔任主簿記室，之後又擔任郃陽等縣的縣令。
魏國建立後，為中書監，與中書令孫資一同掌管機密，頗受曹丕、曹叡寵幸，爵位則略高於孫資。劉放善於撰寫檄文，曹操、曹丕及曹叡詔命中有關徵召告喻的文字，多出於劉放之手。
青龙元年（233年），吴帝孙权与蜀汉执政丞相诸葛亮联合想一起伐魏。曹魏的边境侦察兵缴获孙权的书信，刘放于是改写信中言辞，往往能够更换本文却仍与上下文相衔接，将信改作写给魏征东将军满宠并表现出归顺曹魏之意，将其封好送给诸葛亮。诸葛亮将信抄给吴将步骘等人，孙权便担心诸葛亮怀疑自己而解释。这一年，刘放、孙资二人俱加侍中、光禄大夫。
景初二年以討伐遼東參謀有功而進爵方城侯。這一年曹叡臥病不起，想以燕王曹宇為大將軍，夏侯獻、曹爽、曹肇、秦朗共同輔政。曹宇生性謙恭善良，堅決推辭。曹叡召見劉放、孫資，問：「燕王為何如此？」劉放、孫資回答：「燕王自知不堪如此大任。」曹叡又問：「曹爽是否可代替？」劉放、孫資都同意，又力陳應當召回司馬懿以扶持皇室。曹叡先是同意，但不久後為曹肇阻止。曹叡再次召見劉放、孫資，說：「我自己要召回司馬懿，卻被曹肇等人阻止，幾乎壞了我的事。」於是罷免曹宇、夏侯獻、曹肇、秦朗的官位，司馬懿到了之後接受詔命，而後曹叡駕崩。按《魏晉世語》所言，夏侯獻、曹肇早已敵視劉放、孫資，因此劉放、孫資此舉的目的很可能為罷黜政敵。裴松之指出，劉放、孫資稱贊曹爽，勸召司馬懿，實為魏室衰亡的根基。
齊王曹芳繼位，劉放食邑增為一千一百戶，正始元年，與孫資分別加官左、右光祿大夫，金印紫綬，儀制與三公相同。嘉平二年去世，諡敬侯。

## 評價
- 陳壽《三國志》：「劉放文翰，孫資勤慎，並管喉舌，權聞當時，雅亮非體，是故譏諛之聲，每過其實矣。」「放才計優資，而自脩不如也。放、資既善承順主上，又未嘗顯言得失，抑辛毗而助王思，以是獲譏於世。然時因群臣諫諍，扶贊其義，并時密陳損益，不專導諛言云。」
- 张华：“昔在殷周，惟伊惟吕。穆穆公侯，绍兹勋绪。如何上天，歼我鼎辅！金刚玉润，水洁冰清。郁郁文彩，焕若朝荣。功遂身退，致仕悬舆。志邈留侯，心迈二疏。风凛凛以翼衡，云霏霏以承盖。帕翩以飘祝旌缤纷以奄薄。”（《全晋文》）
- 裴松之：「稱贊曹爽，勸召宣王，魏室之亡，禍基於此。」
- 王鸣盛：“诸人皆魏之谋主也，运筹决胜，功绩卓然。”（《三国志集解》）

## 家庭

### 子
- 刘正，嗣侯
- 刘许，字文生，刘正弟，文辞可观，晋惠帝年间为越骑校尉、宗正卿
- 刘熙，与孙密、卫烈并称“三豫”
- 刘放诸子中二人封亭侯，一人骑都尉，其余皆为郎中。刘正、刘许、刘熙可能在其中

### 女
- 劉氏，嫁張華。

## 藝術形象

### 影視
- 電視劇《大軍師司馬懿之軍師聯盟》（2017年）：刘国际

## 延伸阅读
[在维基数据编辑]
 《三國志·卷14》，出自陳壽《三國志》